# Ilimsk
Ilimsk (rusky Илимск), zprvu Ilimskij ostrog (rusky Илимский острог) je zaniklé město v Rusku. Byl založen na řece Ilim (přítoku Angary) roku 1630. Zanikl zatopením při naplnění nádrže Usť-ilimské přehrady.

## Historie
Ilimsk byl založen roku 1630 na řece Ilim, přítoku Angary, jako zimoviště, roku 1647 byl postaven ostroh. Roku 1666 vyhořel, obnoven byl o několik kilometrů níže po řece. Obvodová palisáda měla pak délku 700 m, ostroh měl osm věží. Stál na dopravně důležitém místě, nedaleko něj začínala lenská převlaka (Ленский волок). Plavba po řekách Angaře a Ilimu z Jenisejska do Ilimska trvala kvůli četným peřejím 60 dní. V Ilimsku se náklad překládal na vozy a lenskou převlakou se převážel k řece Muka. Po Muce se náklad plavil do řeky Kupy a pak po ní až na Leny.Ve vesnicích podél Muky a Kupy se obyvatelé zabývali stavbou říčních lodí. Jako dopravní centrum se rychle stal důležitým obchodním a správním střediskem, byl zde trh, ostroh byl od roku 1649 sídlem ilimského vojevodství.
V letech 1764–1775 byl hlavním městem okruhu, poté ztratil větší význam a v sovětských dobách byl už jen vesnicí. Počátkem 20. století měl 700 obyvatel..
Při stavbě Angarské kaskády se Ilimsk ocitl v oblasti určené k zatopení přehradní nádrží Usť-ilimské vodní elektrárny. Část budov vsi byla proto rozebrána obyvateli, většina byla spálena. Před zatopením, v letech 1967–1975, byl na území obce proveden archeologický výzkum. Průjezdní Spasská věž (postavené roku 1667) a Kazaňský kostel (z roku 1679) byly převezeny do muzea Talcy 47 km od Irkutska. Později byla v muzeu rekonstruována celá jižní stěna ilimského ostrohu.

## Významní obyvatelé
Průkopník a cestovatel Jerofej Pavlovič Chabarov byl roku 1655 povýšen mezi děti bojarské v ilimském soupisu.
V letech 1792–1796 zde žil ve vyhnanství spisovatel Alexandr Nikolajevič Radiščev.